# Juan Báez Guerra
Juan Báez Guerra är en ort i Mexiko.   Den ligger i kommunen Jiménez och delstaten Tamaulipas, i den centrala delen av landet, 500 km norr om huvudstaden Mexico City. Juan Báez Guerra ligger 87 meter över havet och antalet invånare är 136.
Terrängen runt Juan Báez Guerra är platt. Runt Juan Báez Guerra är det mycket glesbefolkat, med 7 invånare per kvadratkilometer. Närmaste större samhälle är Santander Jiménez, 8,9 km nordväst om Juan Báez Guerra. Omgivningarna runt Juan Báez Guerra är en mosaik av jordbruksmark och naturlig växtlighet.